# Petauroides volans
El petauro gigante (Petauroides volans) es un pequeño marsupial planeador originario de Australia. A pesar de su nombre, no está estrechamente relacionado con los petauros, otro grupo de marsupiales planeadores, sino con el falangero lemuroide (Hemibelideus lemuroides), con el cual comparte la subfamilia de los hemibelideinos.